# Жиров, Николай Феодосьевич
Никола́й Феодо́сьевич Жи́ров (21 июня (4 июля) 1903 года, Киев — 29 декабря 1970, Москва) — советский учёный-химик. Обладатель восьми авторских свидетельств на изобретения в области способов получения фосфоресцирующих веществ, тиосульфатов стронция и бария, трихлоруксусной кислоты и изготовления посуды, не разъедаемой плавиковой кислотой. Кавалер Ордена Трудового Красного Знамени (1944). Доктор химических наук (1949, по совокупности трудов, без защиты диссертации и не имея высшего образования).
Апологет существования Атлантиды, декларировавший создание «атлантологии», которую считал особым научным направлением.

## Биография

### Карьера военного и учёного-практика
Родился в Киеве в семье служащего Киевской контрольной палаты Феодосия Васильевича Жирова; мать — Серафима Ивановна, урождённая Ковалевская. Рано научившись читать, ещё в детстве Николай под влиянием отца увлёкся химией. В 1912 году поступил в Киевскую 1-ю Императорскую Александровскую гимназию, в которой продолжал самостоятельно заниматься химией и физикой, и параллельно увлёкся древней историей, в частности, Атлантидой. Вместе с двумя товарищами предпринял попытку написать роман «Последние дни Атлантиды», который так не был окончен. После расформирования гимназии в 1919 году Николай, не окончив выпускного класса, поступил на работу в Чигиринский уездный отдел здравоохранения в качестве сотрудника фармацевтического подотдела и уехал в Каменку. В 1920 году отец, сочувствовавший большевикам, подвергся преследованиям белых властей, из-за чего скоропостижно скончался. После установления на Украине советской власти Н. Ф. Жиров устроился лаборантом-химиком в Киевский Рабоче-Крестьянский университет. После ликвидации вуза в 1922 году перешёл в Трудовую школу № 79, а в 1923 году поступил в Киевскую Артиллерийскую школу комсостава РККА, где состоял в должности лаборанта-химика при химической лаборатории; демобилизован в 1934 году.
В 1928 году выпустил первую научную статью о синтезе люминофоров. Благодаря рекомендации С. Н. Реформатского вошёл в ряды Киевского химического общества. Впоследствии (в период 1932—1935 годов) Н. Ф. Жиров получил восемь авторских свидетельств на изобретения в области способов получения фосфоресцирующих веществ, получения тиосульфатов стронция и бария, получения фосфоресцирующих сульфитов, получения трихлоруксусной кислоты и изготовления посуды, не разъедаемой плавиковой кислотой.
После демобилизации 1934 году в звании военного инженера 3 ранга Н. Ф. Жиров переехал в Москву, где был зачислен научным сотрудником Научно-исследовательского института № 6 (НИИ-6) при Народном комиссариате боеприпасов СССР. Работал над оборонной тематикой, в частности, над созданием порохов, кумулятивных снарядов. В 1936 году вторично женился на Прасковье Фёдоровне Демещенко. В 1939 году опубликовал свою первую монографию «Свечение пиротехнического пламени», и в следующем году — вторую монографию «Люминофоры». После начала Великой Отечественной войны НИИ-6 был эвакуирован в Кемерово и Чебоксары. Вместе с институтом Жиров вернулся в Москву в 1943 году в звании старшего лейтенанта. Занимался созданием люминофоров голубого свечения для нужд противовоздушной обороны. Одновременно занимался переводами западной химической литературы, а также физико-химическими методами контроля производства боеприпасов. За заслуги в разработке фронтовых боеприпасов награждён в 1944 году Орденом Трудового Красного Знамени.
С июля по сентябрь 1945 года был командирован в Германию с секретным заданием, во время которого тяжело заболел. В 1946 году Н. Жирову была присвоена инвалидность второй группы, с 1948 года была назначена персональная пенсия. В 1949 году Высшая аттестационная комиссия Министерства высшего образования СССР присвоила Жирову учёную степень доктора химических наук по совокупности трудов (без защиты диссертации и без формального наличия высшего образования) по ходатайству НИИ № 6 МСХМ и Института общей и неорганической химии АН СССР. Из-за прогрессирующего тяжёлого вирусного заболевания центральной нервной системы Н. Ф. Жиров не мог покидать пределы своей квартиры и был вынужден прекратить экспериментальную работу в области химии. В 1950 году был переведён на должность консультанта в НИИ п/я 13, преимущественно занимаясь переводами научной литературы с трёх европейских языков.

### Инвалидность. Атлантология
Выйдя на пенсию по инвалидности, Н. Ф. Жиров предполагал посвятить свободное время изучению истории химии, однако прочитал в популярной книге Н. А. Морозова «В поисках философского камня», что алхимия якобы зародилась в Атлантиде. В неопубликованной автобиографии Жиров упоминал, что важнейшим стимулом обратиться к тематике Атлантиды стала повесть И. А. Ефремова «На краю Ойкумены», где описывалась скифская золотая пряжка с реалистическим изображением давно вымершего саблезубого тигра. Итогом стали две книги, посвящённые Атлантиде, а также несколько материалов, опубликованных в лондонском журнале Atlantis, издаваемым Эджертоном Сайксом (1894—1983), и ряде популярных советских изданий. В журнале «Атлантис» вышло в общей сложности 16 статей, заметок, писем и некрологов Жирова. Ещё одним юношеским увлечением Жирова являлась тематика разумной жизни на Марсе; в альманахе «На суше и на море» в 1962 году он опубликовал очерк об атмосфере на красной планете. Скончался 29 декабря 1970 года в Москве, похоронен на Котляковском кладбище.

## Жиров и Ефремов
В период 1953—1968 годов Н. Ф. Жиров общался по переписке с профессором и писателем-фантастом И. А. Ефремовым. Судя по опубликованному письму от 24 июля 1953 года, общение началось, когда Жиров осведомился об историчности предметов (скифской пряжки с изображением ископаемого саблезуба или статуи девушки), описанных в повести «На краю Ойкумены». В том же письме Ефремов обсуждал написание романа об Атлантиде, предложив осуществить этот проект самому Жирову. В ноябре они перечисляли «несоответствия»: когда в медных рудниках Восточного Казахстана, датированных II—I тысячелетиями до н. э., находили египетские ожерелья. Ефремов описывал существующий на Бали храм, где изображения слонов точно воспроизводят ротовой аппарат мастодонтов. Далее переписка прервалась до декабря 1955 года, преимущественно, из-за тяжёлого заболевания Ефремова. Именно по этой причине они так никогда и не встретились лично. В письме 23 декабря 1955 года Жиров выражал Ефремову сочувствие, вспоминая, как много лет подряд проводил по несколько месяцев в больницах и в конце концов пришёл к выводу, что «болеть дома лучше, особенно если знаешь свою болезнь и обладаешь некоторой способностью к логическому мышлению и некоторыми элементарными сведениями по диагностике своих болезней и их лечению». Он крайне низко оценивал возможности советской медицины, особенно невежество врачей в области фармацевтической химии и фармакологии. В своём положении инвалида главным плюсом Жиров полагал возможность заняться проблемой Атлантиды. По контексту письма ясно, что рукопись научно-популярной книги была тогда уже на рецензии у Ефремова; тут же упоминается, что уже готова первая часть большой монографии об Атлантиде.
В июле 1957 года Жиров и Ефремов планировали личную встречу (на тогдашней квартире Жирова на Нагатинском шоссе), которая сорвалась из-за приступа стенокардии у Ивана Антоновича; тяжёлый сердечный приступ повторился в начале декабря. В феврале — марте 1958 года Жиров и Ефремов переписывались по вопросу книги Юргена Шпанута. В конце 1958 года Жиров с женой переехали на новую квартиру, что сильно подорвало здоровье обоих — Николай Феодосьевич почти не вставал и был совершенно беспомощен, а его жена страдала гипертонией. В письме 30 декабря он сообщал Ефремову, что «гонит на всех парусах» большую монографию «Проблема Атлантиды». Переписка возобновилась в январе 1962 года: Жиров совершенно серьёзно уверял, что крайне тяжело заболел из-за водородных испытаний на Новой Земле, и что его организм «очень чувствителен к интенсивным потокам заряженных частиц».
Обмен посланиями прервался до апреля 1964 года. В письме от 14 августа 1964 года Жиров поведал некоторые подробности своей биографии: он учился в одной гимназии и у одних учителей с Паустовским, а дальше пришлось «преодолевать конкуренцию тупиц с дипломами». Он жаловался, что «узкая специализация притупляет ум и сужает кругозор», что выяснилось после выхода на пенсию. «Мои знания как химика… оказались ненужными: из меня высосали всё, что могли, и выбросили на свалку за ненадобностью». Комментируя только что вышедший роман «Лезвие бритвы», Жиров сообщил, что принципиально не согласен с тезисом о неизбежности победы в человеке гуманистических начал. Это совершенно не стыковалось с реальными картинами жизни «самого дна рабочего крупного посёлка». Не нравился и ефремовский тезис о рациональности жизни в далёком первобытном прошлом: «Вся история человечества полна описанием жутких жестокостей и неразумия». Самая простая логика подсказывает, что если бы человек по своей природе был «добродушным животным», то за тридцать тысячелетий «как-нибудь бы да справился с организацией своего общества по-хорошему». Комментируя непроработанность эпизода, когда Анна уходит от Гирина, Жиров признался, что «за свою жизнь… пережил три очень сильные любви, все исключительно неудачные». Разоткровенничавшись, Николай Феодосьевич рассуждал, что его концепция может восприниматься как «результат параноических, шизофренических или иных… уклонов в моей психике больного человека», ибо «больное тело делает больной и психику». Однако «огромный запас прошлого опыта исследователя и экспериментатора… пока ещё придаёт моему мышлению столь мощную силу научной инерции». Жиров выражал надежду, что в тексте «Атлантиды» читатели не обнаружат «ни параноических, ни шизофренических, ни прочих „ических“ психоневрозов».
В посланиях Жирова и Ефремова упоминаются и литературные штудии Николая Феодосьевича. 18 ноября 1956 года он сообщал, что написал послесловие к переизданию «Маракотовой бездны» (вышло в 1957 году в Географгизе) — «ведь Конан-Дойл …затрагивает вопрос об Атлантиде». 10 мая 1957 года Жиров полушутливо пенял, что Ефремов, хотя и грозится «выколачивать из меня исторические произведения», но много лет сам не может представить никакой конкретной информации по скифской пряжке с саблезубым тигром. Тут же предложена сюжетная идея для рассказа: пряжку изготовили атланты, чьи цари отдавали врагов на растерзание саблезубам, а потом пряжка попала к народу мегалитов на Мальту, и от них перешла к наследникам — скифам. Ефремов, видимо, вновь предложил Жирову самому реализовать сюжет, но тот сетовал, что это «очень трудно» (письмо от 20 мая). В письме от 30 декабря 1958 года упоминается отправка Ефремову в подарок книги Отто Мука об Атлантиде, которую для Жирова раздобыли знакомые филателисты: «филателия — это моя „самая большая ненормальность“, как оценивает этот пережиток детства моя жена». 27 апреля 1964 года в письме упоминаются два беллетристических опыта Жирова: «новеллетта» под названием «Последнее танго» и новая вещь «Легенда об андрогинах». В переписке 1968 года упоминается повесть Жирова «Изумрудный перстень», которую Ефремов счёл готовой к печати.
После выхода в свет «Атлантологии» переписка Ефремова и Жирова постепенно сходила на нет — эпистолы 1967 и 1968 годов кратки и зачастую не датированы. Жиров не скрывал пессимизма, и жаловался, что они с женой вынуждены существовать на пенсию в 160 рублей в месяц, и ещё выделять средства на содержание внучки. Последнее новогоднее поздравление 1969 года содержит жалобы на то, что физическое состояние Николая Феодосьевича позволяет вести только «растительный образ жизни», а в однокомнатной квартире живёт ещё и внучка-первоклассница, что делает совершенно невозможной любую интеллектуальную деятельность. «Жаль, что нам так и не пришлось встретиться и поговорить».

## Сочинения
- Жиров Н. Ф. Свечение пиротехнического пламени. — Москва — Ленинград : Оборонгиз, 1939. — 146 с.
- Жиров Н. Ф. Люминофоры. — М.: Гос. изд-во оборонной пром-ти, 1940. — 480 с.
- Жиров Н. Ф. Атлантида. — М.: Географгиз, 1957. — 120 с. — 20 000 экз.
- Zhirov N.Th. Scientific Atlantology, Its Paths and Problem // Atlantis. — London: Atlantis Research Centre, 1959. — № 13. — P. 103—113.
- Жиров Н. Ф. Атлантида: Основные проблемы атлантологии / Науч. ред. и примеч. д-ра геогр. наук проф. Д. Г. Панова; Художник О. Айзман. — М.: Мысль, 1964. — 432 с. — (Географическая серия). — 12 000 экз. (в пер.)
  - Жиров Н. Ф. Атлантида: Основные проблемы атлантологии. — М.: Вече, 2004. — 512 с. — ISBN 5-9533-0233-9. (переиздание)
- Zhirov N. Atlantis. Atlantology — Basic Problems. Honolulu: University Press of the Pacific, 2001. — 444 с. (Перепечатка английского перевода, изданного издательством «Прогресс» в 1970 г.) ISBN 978-0-89875-591-6